# Fanad
Fanad est une péninsule du nord du comté de Donegal en Irlande, située entre la baie de Mulroy et le Lough Swilly.

## Géographie
Depuis  l'isthme délimitant la péninsule au niveau de la plaine entre Milford et Rathmelton. La péninsule s'étend sur 25 km jusqu'à Fanad Head, situé à son extrémité nord. Elle est bordée à l'est par le Lough Swilly, sur lesquels se trouvent le port de Rathmullan et la station balnéaire de Portsalon.
La cote ouest de Fanad est constituée d'un ensemble de vallées noyées par les eaux de la baie de Mulroy.
Le point culminant de la péninsule est le Knockalla (363 mètres d'altitude).

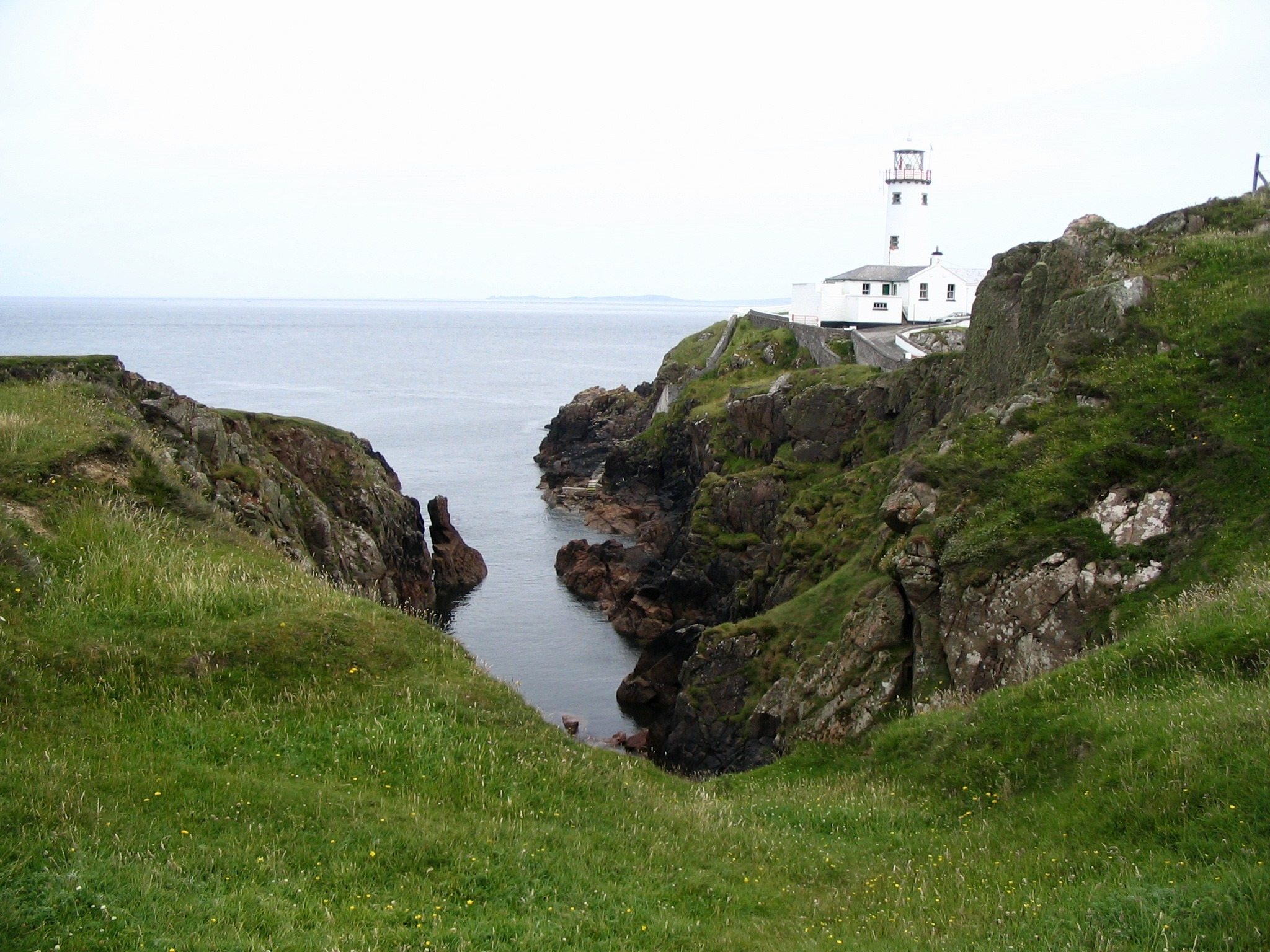
Le phare de Fanad Head.
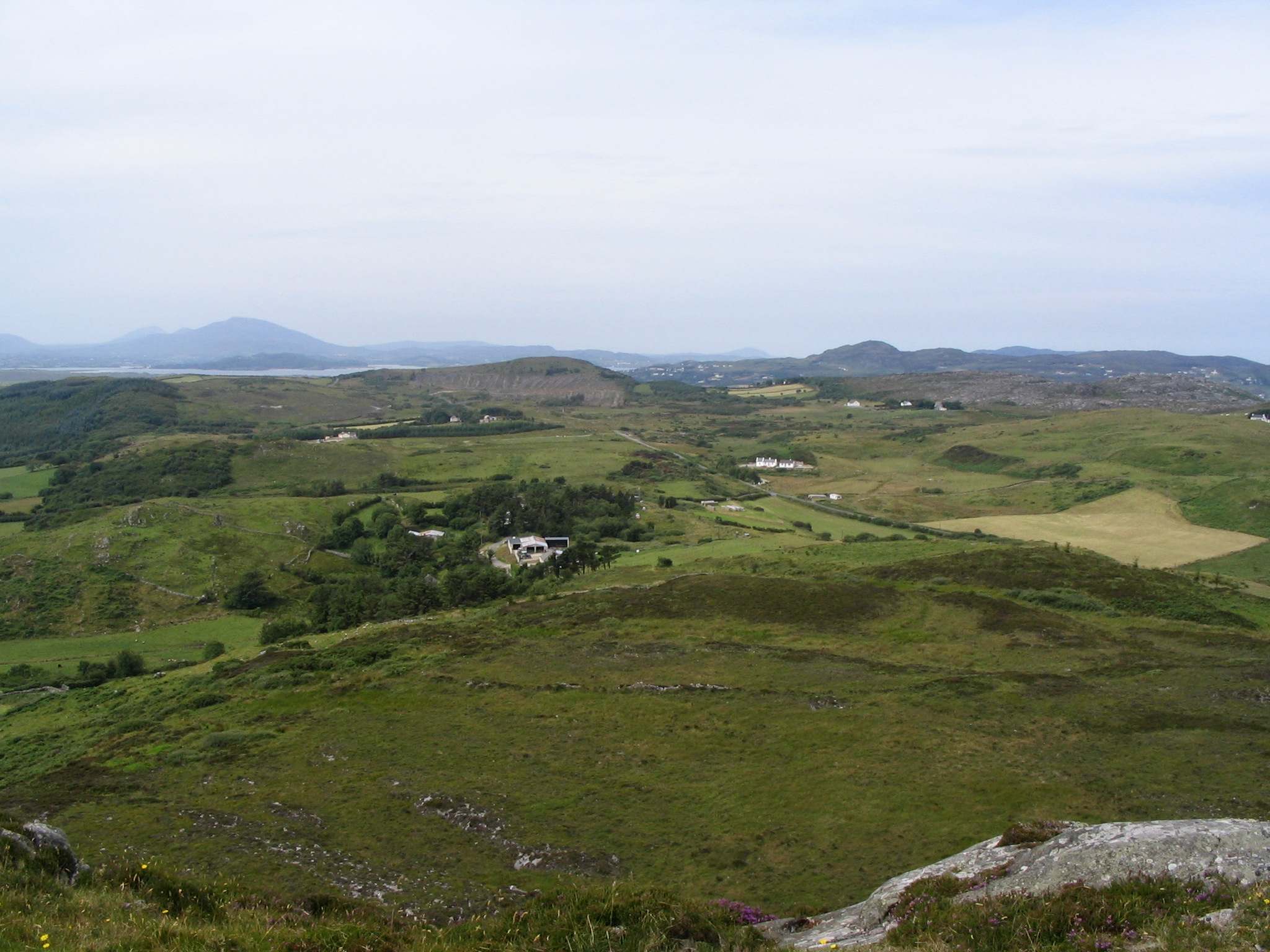
Vue sur les landes nord-ouest du Fanad depuis le Lurgacloughan.
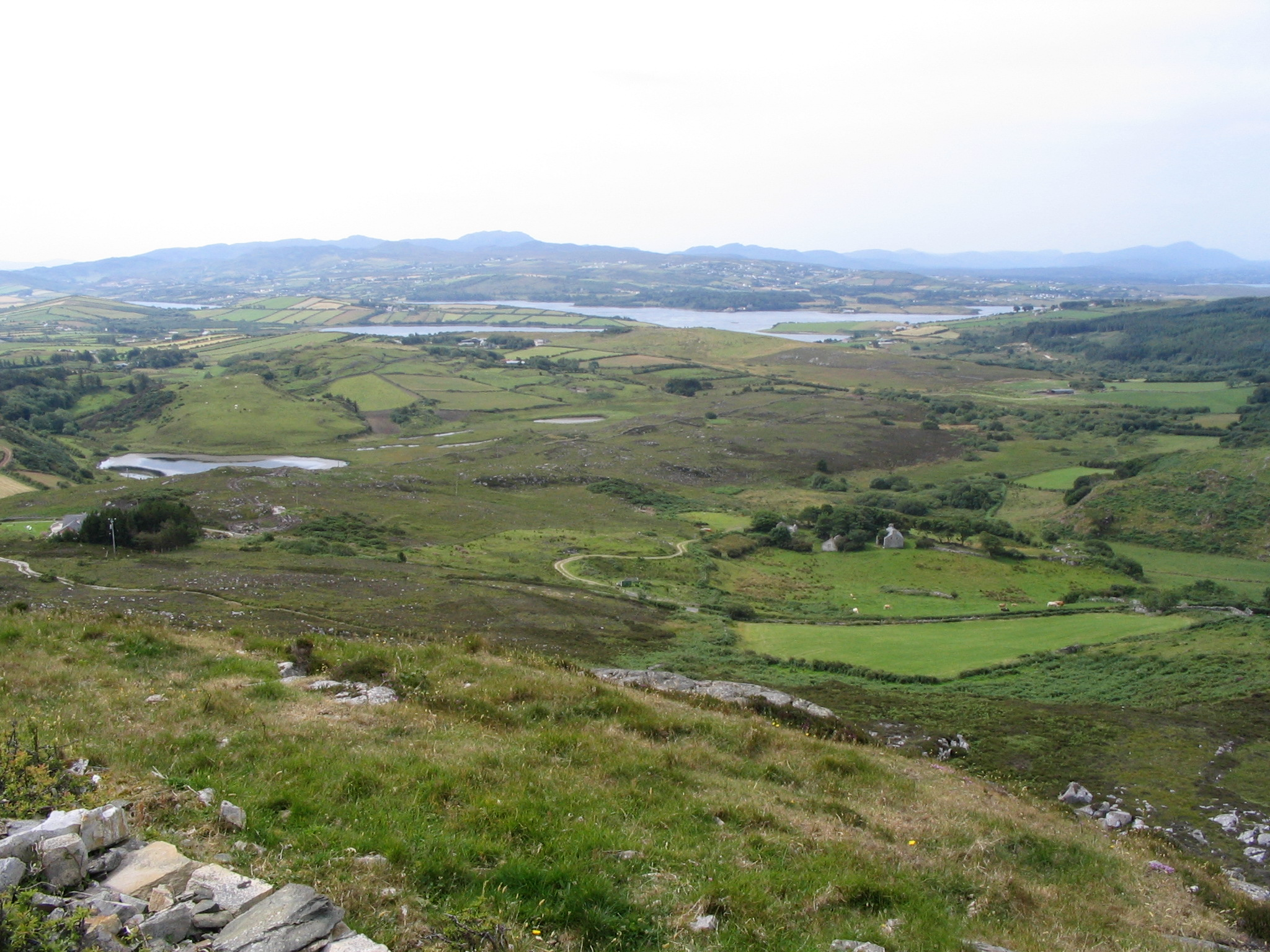
Vue sur la Baie de Mulroy en direction de Loughsalt Mountain depuis le  Lurgacloughan.
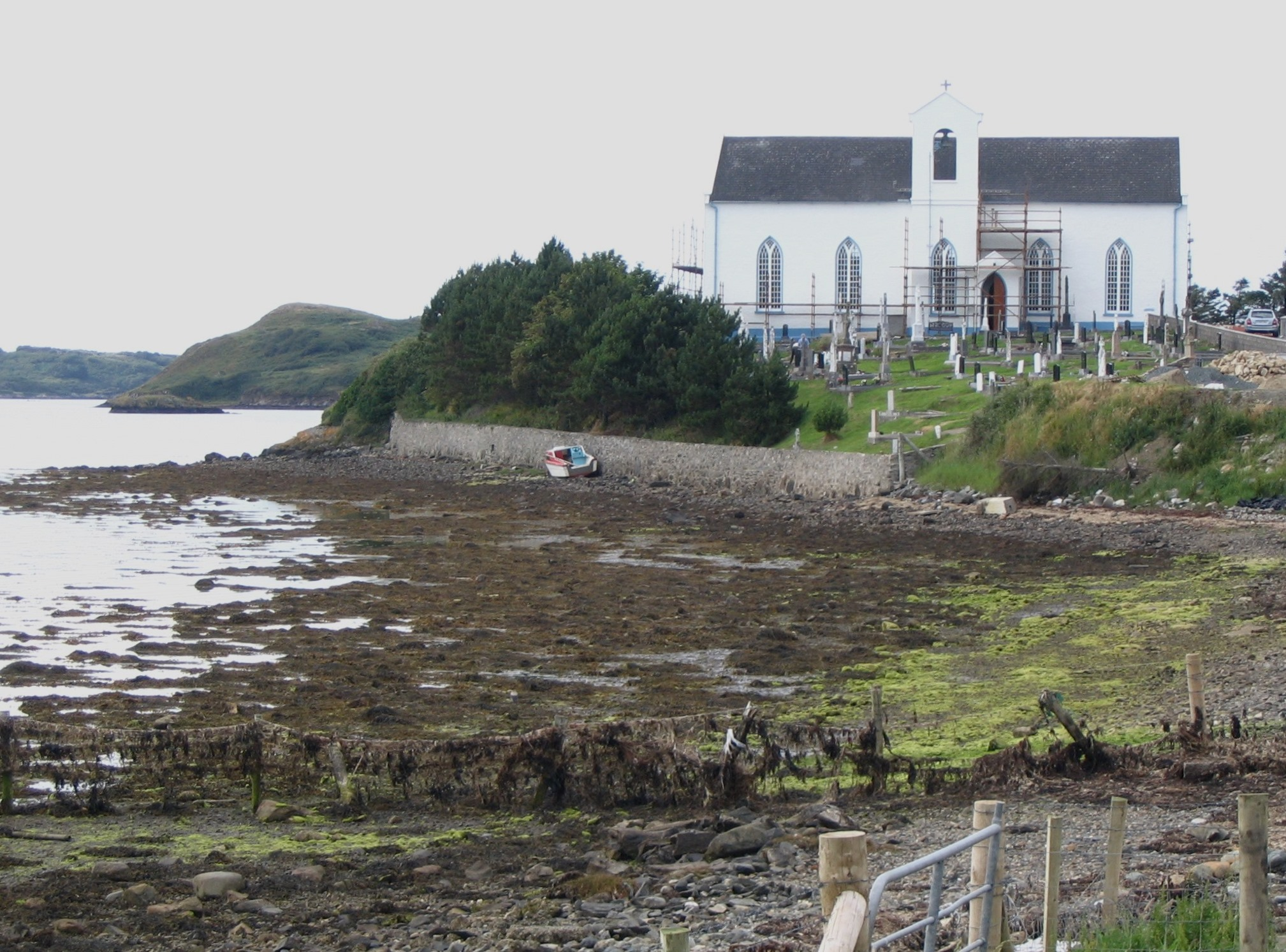
L'église de Tawny au bord d'un bras de la Baie de Mulroy.